# Гай Хораций Пулвил
Гай Хораций Пулвил (на латински: Gaius Horatius Pulvillus; † 453 пр.н.е.) e политик на ранната Римска република през 5 век пр.н.е.
Произлиза от старата патрицианска фамилия Хорации и е син на Марк Хораций Пулвил (консул 509 и 507 пр.н.е.).
Хораций е два пъти консул през 477 пр.н.е. и 457 пр.н.е. Негов колега през 477 пр.н.е. е Тит Менений Ланат. Двамата заедно започват война с волските. През 457 пр.н.е. негов колега e Квинт Минуций Есквилин Авгурин. Хораций се бие против еквите. Двамата подготвят закона Lex Terentilia.
Хораций е член на колегията на авгурите и през 453 пр.н.е. умира от чумна или тифна епидемия.